# Hans Kern (Politiker, 1898)
Hans Kern (* 26. Mai 1898 in Rothenburg ob der Tauber; † 9. April 1984) war ein deutscher Fußballfunktionär, Manager und Politiker. Den SSV Reutlingen 05 unterstützte er als erster Vorsitzender, Spielleiter der Fußballabteilung und Mäzen. Kern war Direktor der Reutlinger Strickmaschinenfabrik H. Stoll & Co und von 1945 bis 1975 Präsident der Industrie- und Handelskammer Reutlingen. Von 1946 bis 1953 war Kern erster Stellvertreter des Oberbürgermeisters und von 1947 bis 1963 Landrat des Landkreises Reutlingen.

## Fußballfunktionär
1953 übernahm Hans Kern die Leitung der Fußballabteilung des SSV Reutlingen 05, dessen erste Mannschaft damals in der II. Division spielte. Nachdem Kern die Reutlinger Mannschaft durch die Verpflichtung von mehreren Spielern verstärkt hatte, gelang seinem SSV in der Saison 1953/54 der Aufstieg in die Oberliga Süd und in der folgenden Saison die Vizemeisterschaft in dieser Liga. Auf den Abstieg in der Oberligasaison 1955/56 folgte in der II. Division 1956/57 der direkte Wiederaufstieg. Mithilfe von weiteren Spielerverpflichtungen, die durch seine finanzielle Unterstützung ermöglicht wurden, hielt sich der SSV Reutlingen bis zu der Bundesligagründung 1963 in der Oberliga Süd.